# Chiropetalum tricuspidatum
Chiropetalum tricuspidatum là một loài thực vật có hoa trong họ Đại kích. Loài này được (Lam.) A.Juss. mô tả khoa học đầu tiên năm 1832.